# شنای موزون در المپیک تابستانی ۲۰۱۶
شنای موزون یکی از ورزش‌های بازی‌های المپیک تابستانی ۲۰۱۶ است که از ۱۵ تا ۲۰ اوت ۲۰۱۶ برگزار شده است.
این مسابقات فقط در بخش زنان به صورت دو نفره و تیمی در مرکز ورزش‌های آبی ماریا لنک انجام شده.

## کشورهای شرکت‌کننده
- آرژانتین (۲)
- استرالیا (۹)
- اتریش (۲)
- برزیل (۹)
- کانادا (۲)
- چین (۹)
- کلمبیا (۲)
- جمهوری چک (۲)
- مصر (۹)
- فرانسه (۲)
- بریتانیای کبیر (۲)
- یونان (۲)
- اسرائیل (۲)
- ایتالیا (۹)
- ژاپن (۹)
- قزاقستان (۲)
- مکزیک (۲)
- روسیه (۹)
- اسلواکی (۲)
- اسپانیا (۲)
- سوئیس (۲)
- ایالات متحده آمریکا (۲)
- اوکراین (۹)

## مدال‌آوران
| رویداد  | طلا | نقره | برنز |
| دو نفره | ناتالیا ایشچنکو · و اسوتلانا روماشینا · روسیه | هوانگ شوئچن · و سان ونیان · چین                                                                                                | یوکیکو اینوی · و ریساکو میتسوی · ژاپن |
| تیمی    | روسیه (RUS) · ولادا چیگیروا · ناتالیا ایشچنکو · اسوتلانا کولسنیچنکو · الکساندرا پاتسکویچ · اسوتلانا روماشینا · آلا شیشکینا · ماریا شوروچکینا · گلنا توپیلینا · النا پروکوفیوا | چین (CHN) · گو شیائو · گو لی · لی شیائولو (شناگر) · لیانگ شین پینگ · سان ونیان · تنگ منگنی · یین چنگشین · زنگ ژن · هوانگ شوئچن | ژاپن (JPN) · آیکا هاکویاما · یوکیکو اینوی · کی مارومو · ریساکو میتسوی · کانامی ناکاماکی · مای ناکامورا · کانو اوماتا · کورومی یوشیدا · آیکو حیاشی |

## جدول مدال‌ها
| رتبه  | کشور  | طلا | نقره | برنز | مجموع |
| 1     | روسیه | ۲   | ۰    | ۰    | ۲     |
| 2     | چین   | ۰   | ۲    | ۰    | ۲     |
| 3     | ژاپن  | ۰   | ۰    | ۲    | ۲     |
| مجموع | مجموع | ۲   | ۲    | ۲    | ۶     |